# ナイショノジカン
『ナイショノジカン』は、藍川さきによる日本の漫画作品。『Sho-Comi』（小学館）2011年14号から同年18号まで掲載された。単行本全1巻。

## 概要
サブタイトルは「ヒミツ少女とツンデレ男子」。
作者がこの連載を最後に、『Sho-Comi』から他の出版社の雑誌に移籍することを発表した為、同誌では最後の連載作品となった。

## ストーリー
主人公葉月まひるは、学校では特待生の優秀な生徒。
しかし本当の姿は伯父が経営するメイド喫茶で内緒でバイトをしている女の子だった。
そんなある日、同じ高校へ通う日向幸季に偶然バイト中の姿で遭遇してしまう。その上、慌ててその場から逃げた際にお母さんの形見であるブレスレットを落としてしまい、幸季に拾われる始末。
そしてメイド姿に変身していてまひる本人だと気づいていない幸季は、とっさにまひるが名乗った偽名の“リカ（まひる）”に一目惚れしてしまい...?

## 登場人物
葉月まひる（はづき まひる）
父は医者だがボランティアばかりで日本国外を飛び回っており、家は貧乏。その為、常に成績トップの特待生=学費免除、そしてバイトは禁止されているが時給の良い伯父のメイド喫茶で内緒で働いている。メイド喫茶では、超美少女の売れっ子メイド。しかしバイト中の姿を幸季に偶然見られてしまい、素性を隠すために偽名の“リカ”だと名乗るが…?
日向幸季（ひなた こうき）
社長の息子でまひると同じ高校へ通っている。元々頭は悪くないが、万年成績学年2位でまひるを敵視しており、“ガリ勉”呼ばわりしている。バイト中の変身しているまひる、“リカ”に一目惚れしてしまい…?
葉月駿（はづき しゅん）
まひるの弟で中学生のイケメン。とても姉想いで優しい男の子だが、日向から“まひるの彼氏”と勘違いされて…?

## 書誌情報
- 藍川さき  『ナイショノジカン』 小学館 〈フラワーコミックス〉、全1巻  
  1. 2011年11月25日発売[4]、『Sho-Comi』2011年14号[1] - 18号[2]、ISBN 978-4-09-134149-5
    - いきなり王子サマ!!